# يوتيوبرز لايف
يوتيوبرز لايف (بالإنجليزية: Youtubers Life)‏ هي لعبة فيديو لمحاكاة الحياة والتجارة قيد التطوير بواسطة شركة يو-بلاي المستقلة ومقرها إسبانيا على الإنترنت. تم إصدار اللعبة في الوصول المبكر في مايو 2016.

## اللعب
يوتيوبرز لايف هي لعبة محاكاة للحياة مع عناصر محاكاة التجارة، وتأثيرات من غيم ديف تيكون وذا سيمز فيديو غيمز. يتعين على اللاعب إدارة شخصية تحاول بناء مهنة كشخصية على اليوتيوب. بالإضافة إلى إدارة إنشاء مقاطع فيديو لقناته، يجب على اللاعب أيضًا إدارة تعليم الشخصية والحياة الاجتماعية. مع تطور الشخصية، يجب على اللاعب أيضًا إدارة موظفي الشخصية وشبكة المحتوى المتنامية. تتيح فرص إنشاء مقاطع فيديو للأصدقاء، وإنشاء مقاطع فيديو من خلال اتفاقيات الإعلانات، والأرباح الناتجة عن إعلانات كل فيديو للشخصية شراء ترقيات لمعداته ومساكنه، والوصول إلى الموارد لتطوير مهارات شخصيته.

## التطوير
تم تطوير يوتيوبرز لايف بواسطة يو-بلاي أونلاين، وهي شركة ترفيهية مستقلة مقرها في برشلونة، إسبانيا. كانت اللعبة مضاءة باللون الأخضر من خلال ستيم الضوء الأخضر في عام 2015،  وتم إصدارها في ستيم كوصول مبكر، لنظام تشغيل مايكروسوفت ويندوز وماك أو إس، في 18 مايو 2016.
في نوفمبر 2018، تم إصدار يوتيوبرز لايف أو إم جي! على نينتديندو سويتش وبلاي ستيشن 4 وإكس بوكس ون.

## الروابط الخارجية
- الموقع الرسمي